# Měšťanský dům čp. 407 (Javorník)
Měšťanský dům č. p. 407 se nachází na ulici Míru mezi domy čp. 406 a 408 v Javorníku v okrese Jeseník. Dům je kulturní památkou a je součástí městské památkové zóny Javorník.

## Historie
Měšťanský dům mázhausového typu byl součástí městské středověké zástavby. V průběhu let byl poškozen při různých katastrofách i v roce 1428, kdy město Javorník dobyli husité. Byl přestavován po požárech (1576, 1603, v roce 1825 byly zničeny 104 domy) a povodních. V průběhu let byl upravován. V roce 1945 patřil kožešnickému mistru Karlu Hoffmannovi. V roce 1996 byly provedeny stavební úpravy a obnovena fasáda. V přízemí je malý obchod.

## Popis
Dům čp. 407 je empírová řadová čtyřosá jednopatrová podsklepená stavba postavená z cihel. Střecha je sedlová, mansardová, zvalbená. Uliční fasáda je členěna kordonovým pasem a korunní římsou. V prvním patře jsou pravoúhlá okna s návojovými římsami.
V přízemí v druhé ose zprava je pravoúhlý vstup. Dvě pravoúhlá okna jsou na pravé straně, jedno na levé. Místnosti jsou plochostropé s valenými podpěrkami.